# 1972 рік у науковій фантастиці
1972 рік у науковій фантастиці ознаменувався цілою низкою подій.

## Вперше видані науково-фантастичні книги[1]

### Вперше опубліковані романи
1. Від Печьяк «Адам та Єва на планеті старців» (словен. «Adam in Eva na planetu starcev») 1972 (Словенія)[2]
2. Брати Стругацькі «Бридкі лебеді» (рос. «Гадкие лебеди») (Російська РФСР)[3]
3. Кліффорд Д. Сімак «Вибір богів» (англ. «A Choice of Gods»)  (США)[4]
4. Джек Венс «Вільні хоробрі люди» (англ. «The Brave Free Men»)**  (США)[5].
5. Роберт Сілвеберґ «Вмираючи зсередини» (англ. «Dying Inside»)  (США)[6]
6. Джон Бойд «Ген Судного дня» (англ. «The Doomsday Gene»)  (США)[7]
7. Річард Каупер «Глухий кут» (англ. «Kuldesak») (Англія)[8]
8. Марк С. Джестон «Денна зірка» (англ. «The Day Star») (США)[9]
9. Майкл Дж. Коуні «Дзеркальний образ» (англ. «Mirror Image»)  (США)[10].
10. Роберт Сілверберг «Друга подорож[en]» (англ. «The Second Trip»)  (США)[11]
11. Боб Шоу «Інші дні, інші очі» (англ. «Other Days, Other Eyes») Північна Ірландія[12]
12. Нормен Спінред «Залізна мрія» (англ. «The Iron Dream») (США)[13]
13. Браєн Н. Болл[de] «Ймовірносна людина» (англ. «The Probability Man») (Англія)[14]
14. Філіп Вайлі «Кінець мрії» (англ. «The End of the Dream») (США)[15]
15. Річард Каупер «Клон» (англ. «Clone«}}) (Англія)[16]
16. Дейвід Джерролд „Коли ХАРЛІ виповнився рік“ (англ. «When Harlie Was One»)  (США)[17]
17. Едмунд Купер[en] „Кому потрібні чоловіки?“ (англ. «Who Needs Men?») (Англія)[18].
18. Робер Мерль „Мальвіль“ (фр. «Malevil») (Франція)[19]
19. Ірмтрауд Морґнер[de] „Надзвичайні подорожі Густава Землепроходця. Брехливий роман з коментарями[de]“ (нім. «Die wundersamen Reisen Gustavs des Weltfahrers. Lugenhafter Roman mit Kommentaren») (НДР)[20]
20. Енджела Картер „Пекельні машини бажання доктора Гоффмана[en]“ (англ. «The Infernal Desire Machines of Doctor Hoffman») (Англія)[21]
21. Брати Стругацькі „Пікнік на узбіччі“ (рос. «Пикник на обочине»)(Російська РФСР)[22]
22. Баррі Н. Молзберґ  „По той бік від Аполону“ (англ. «Beyond Apollo») (США)[23]
23. Джон Браннер „Поглянули агнці вгору“ (англ. «The Sheep Look Up»)  (Англія)[24]
24. Йоганна та Ґюнтер Брауни[de] „Помилка великого чарівника“ (нім. «Der Irrtum des Grossen Zauberers») (НДР)[25]
25. Джин Вулф „П'ята голова Цербера“ (англ. «The Fifth Head of Cerberus»)  (США)[26]
26. Роджер Желязни „Рушниці Авалона“ (англ. «The Guns of Avalon», 1972) (США)[27]
27. Айзек Азімов „Самі немов боги“ (англ. «The Gods Themselves») (США)[28]
28. Урсула Ле Ґуїн „Слово для світу — ліс“ (англ. «The Word for World Is Forest») (США)[29]
29. Айра Левін „Степфордські дружини“ (англ. «The Stepford Wives», 1972) (США)[30]
30. Джон Бойд „Торговець коефіцієнтом інтелекту“ (англ. «The I.Q. Merchant»)  (США)[31]
31. Джордж Зебровськи[en]» «Точка Омега» (англ. «The Omega Point»)  (США)[32]
32. Гаррі Гаррісон «Тунель у глибинах» (англ. «Tunnel Through the Deeps») (Англія, США)[33]
33. Джон Бойд «Фестиваль Горгони» (англ. «The Gorgon Festival»)  (США)[34]
34. Крістофер Пріст «Фуга острову, що темнішає[en]» (англ. «Fugue for a Darkening Island») (Англія)[35]
35. Майкл Муркок «Чужинська спека» (англ. «An Alien Heat») (Англія)[36]
36. Джордж Алек Еффінджер[en] «Що для мене важить ентропія?» (англ. «What Entropy Means to Me»)  (США)[37]

- Романи, що раніше видавалися, проте видані вперше у відповідному форматі, варіанті редакції та відповідного розміру.
  - Романи видані в журнальному варіанті у вигляді серіалу

### Вперше видані повісті
1. Фредерик Пол «Золото на межі зоряної дуги[en]» (англ. «The Gold at the Starbow's End)  (США)[38]

### Вперше видані авторські збірки пов'язаних творів короткої та середньої форми
1. Томас Діш «Триста тридцять чотири» (англ. «334»)*  (Англія, США)[39]

### Вперше видані авторські збірки творів короткої та середньої форми
1. Р. А. Лафферті «Дивні вчинки» (англ. «Strange Doings»)  (США)[40]
2. Фредерик Пол «Золото на межі зоряної дуги» (англ. «The Gold at the Starbow's End»)  (США)[41]
3. Ллойд Біггл-молодший «Металева муза[en]» (англ. «The Metallic Muse»)  (США)[42]
4. Томас Діш «Правильний спосіб уявити сантехніку» (англ. «The Right Way to Figure Plumbing»)*  (Англія, США)[43]
5. Айзек Азімов «Ранній Азімов, або Одинадцять років спроб» (англ. «The Early Asimov or, Eleven Years of Trying»)  (США)[44]
6. Теодор Стерджон «Світи Теодора Стерджона» (англ. «The Worlds of Theodore Sturgeon»)  (США)[45]
7. Артур Кларк «Сонячний вітер[en]» (англ. «The Wind from the Sun»)  (Шрі-Ланка)[46]

### Вперше видані колективні антології
1. «Всесвіт 2» (англ. «Universe 2») (США) за редакцією Террі Карра[en][47].
2. «Знову небезпечні видіння[en]» (англ. «Again, Dangerous Visions»)  за редакцією Гарлана Еллісона (США)[48].
3. «Кларйон II» (англ. «Clarion II») (США) за редакцією Робіна Скотта Вілсона[en][49].
4. «Найкраща наукова фантастика 1972 року» (англ. «Best Science Fiction for 1972») (США) за редакцією Фредерика Пола[50].
5. «Найкраща наукова фантастика світу 1972 року» (англ. «The 1972 Annual World's Best SF») (США) за редакцією Дональда Е. Воллгайма та Артура В. Саха[en][51].
6. «Найкраща наукова фантастика світу: 1971» (англ. «World's Best Science Fiction: 1971») (США) за редакцією Террі Карра[en][52].
7. «Найкраща наукова фантастика року, Вип. № 5» (англ. «The Year's Best Science Fiction No. 5») (Англія) за редакцією Гаррі Гаррісона та Браєна В. Олдіса[53].
8. «Найкращі науково-фантастичні оповідання року» (англ. «Best Science Fiction Stories of the Year») (США) за редакцією Лестера дель Рея[54].
9. «Нове написане в НФ 20» (англ. «New Writings in S-F 20») (Англія) за редакцією Едварда Джона Карнелла[en][55].
10. «Нові виміри II: одинадцять оригінальних науково-фантастичних оповідань» (англ. «New Dimensions II: Eleven Original Science Fiction Stories») (США) за редакцією Роберта Сілверберга[56].
11. «Оповідання премії «Неб'юла» 7[en]» (англ. «Nebula Award Stories 7») (Англія) за редакцією Кліфорда Д. Сімака[57].
12. «Орбіта 10» (англ. «Orbit 10») (США) за редакцією Деймона Найта[58].
13. «Орбіта 11» (англ. «Orbit 11») (США) за редакцією Деймона Найта[59].

### Вперше видані нехудожні книги науково-фантастичного та футурологічного характеру

#### Критичні роботи на фантастичні теми

##### Критичні роботи про життя та творчість письменників фантастів
1. Grebenschikov [Gbenschikov; Grebens], George Vladimir Ivan Efremov's Theory of Soviet Science Fiction
2. Baehr, Stephen Lessing Utopian Mode in Eighteenth-Century Russian Panegyric Poetry, The
3. Hart, Alden W. Poetry of Edgar Allan Poe, The
4. Berger, A. I. Magic That Works: John W. Campbell and the Amerian Response to Technology
5. Hines, Joyce Rose Getting Home: A Study of Fantasy and the Spiritual Journey in the Christian Supernatural Novels of Charles Williams and George MacDonald
6. Hill, Roger Weldon Descriptive Study of the Uses of Terror and Horror in Selected Radio Mystery Dramas Between 1935 and 1955
7. Gwiazda, Ronald Emery Spiral Staircase and the Blank Wall, The: Fantasy and Anxiety in Three Early Novels by Henry James
8. Barrell, Eleanor L. Role of Science Fiction in the Classroom
9. Bicknell, Mary K. Odyssey and 2001: A Comparative Study [Homer? Clarke?]
10. Kato, Keith G. 1938—1950 of the John Campbell Era of Astounding Science Fiction: The Evolution of Modern Science Fiction
11. Kato, Keith G. 1938—1950 of the John Campbell Era of Astounding Science Fiction: The Evolution of Modern Science Fiction
12. Kratky, Judy Ann [diss; DAI: Krattey] Tres momentos en la evolucion del cuentofantastico espanol del siglo XIX
13. Bowen, Roger Isolation, Utopia, and Anti-Utopia: The Island Motif in the Literary Imagination: A Selective History of the Archetype and Its Characteristics, with Special Studies in H.G. Wells, Joseph Conrad, and William Golding
14. Gish, Robert Franklin Literary Allusion and the Homiletic Style of E. M. Forster: A Study in the Relationship Between the Tales and the Novels

##### Критичні роботи про теми, сюжети та історію розвитку фантастики
1. П`єр Версен[en] (фр. Pierre Versins) «Енциклопедія утопії екстраординарних подорожей та наукової фантастики» (фр. «Encyclopédie de l'utopie des voyages extraordinaires et de la science fiction») (США)[60].
2. Роберт Е. Бріні (англ. Robert E. Briney) та Едвард Вуд (англ. Edward Wood) «Енциклопедія утопії екстраординарних подорожей та наукової фантастики» (англ. «SF Bibliographies: An Annotated Bibliography of Bibliographical Works on Science Fiction and Fantasy Fiction») (США)[60].

## Науково-фантастичні фільми, що вперше з'явилися на екранах
1. «Бійня номер п'ять» (англ. «Slaughterhouse-Five»)  (США) — науково-фантастичний фільм, знятий режисером Джорджа Роя Гілла за сценарієм та Стівена Геллера на основі роману Курта Воннеґута «Бійня номер п'ять, або Хрестовий похід дітей» та спродюсований Полом Монашем[61], що вийшов на екрани 15 березня 1972 року.
2. «Мадам Сін[de]» (англ. «Madame Sin»)  (Велика Британія) — науково-фантастичний трилер Дейвіда Ґріна[en]
3. «Мовчазна втеча» (англ. «Silent Running»)  (США) — науково-фантастичний фільм, знятий режисером Даґласом Трамбуллом[en] за сценарієм та Деріка Вошбьорна, Стівена Бочка і Майкла Чіміно та спродюсований Майклом Глушковим[en], Марті Горнштайном[en] і Даґласом Трамбуллом[en][62], що вийшов на екрани 10 березня 1972 року.
4. «Соляріс» (рос. «Солярис»)  (РРФСР) — філософсько-фантастичний фільм режисера Андрія Тарковського за мотивами роману «Соляріс» польського письменника Станіслава Лема.

## Проведені науково-фантастичні конвенції
1. 30-а всесвітня конвенція наукової фантастики[en], 1 — 4 вересня, «Готель ««Інтерконтиненталь» (англ. «International Hotell») Лос-Анджелес, штат каліфорнія, США.

1. Єврокон 1 (англ. «Eurocon 1») — Європейський конвент наукової фантастики, що вперше відбувся у місті Трієст, Італія.

## Вручені премії фантастики
1. «Премія Г'юґо» (англ. «Hugo Award») (міжнародна) у номінаціях:
- «найкраще оповідання»
- «найкращу коротку повість»
- «найкраща повість»
- «найкращий роман»
- Найкращий професійний журнал[en]
- Найкращому письменнику-аматору
- Найкращому професійному художнику
- Найкращому митцю-аматору[en]

2. «Неб'юла» (англ. «Nebula Award») (США) у номінаціях:
- «найкраще оповідання»
- «найкращу коротку повість»
- «найкраща повість»
- «найкращий роман» тощо

3. «Локус» (англ. «Locus Award») (США) у номінаціях:
- «найкращий твір короткої форми»[en]
- «найкраща раніше видана антологія чи збірка»
- «найкращий фантастичний роман»
- Найкращому митцю-аматору тощо

4. «Премія Британської науково-фантастичної асоціації» (англ. «British Science Fiction Association Award, BSFA Award») (Велика Британія) у номінаціях:
- «найкращий роман» тощо

Крім того, до Зали слави фантастики Першого фендому включено жінку, нею стала Кетрін Мур (англ. Catherine Lucille Moore, (1911—1987)

### Інші премії авторам фантастичних творів
- Нобелівська премія — Генріх Белль

## Цього року померли
1. 7 березня у м. Празі, (Чехія) Ян Вайсс
2. 11 березня у м. Таксон, Аризона (США) Фредрік Браун
3. 10 червня у м. Палм-Біч, штат Флорида (США) С-П Мік[en]
4. 5 жовтня у м. Москва, (Російська РФСР) Іван Єфремов
5. 13 грудня у м. Лондон (Велика Британія) Леслі П. Гартлі[en]

## Цього року народилися
1. 21 травня Леонід Каганов[ru]
2. 22 травня Макс Брукс (англ. Max Brooks)
3. 6 серпня Паоло Бачигалупі
4. 6 вересня Чайна М'євіль

## Цього року дебютували у науковій фантастиці[63]
1. Дейвід Ленґфорд (англ. David Langford) (1953 — 20..)
2. Дейвід Моррелл (англ. David Morrell) (1943 — 20..)
3. Ендрю Вайнер[en] (англ. Andrew Weiner) (1949—2019)
4. Пітер Страуб (англ. Peter Straub) (1943 — 20..)
5. Річард Едамс (англ. Richard Adams) (1920—2016)
6. Серж Брюссоло[fr] (фр. Serge Brussolo) (1951 — 20..)
7. Джон Броснан[en] (англ. John Brosnan) (1947—2005)
8. Кетлін Маккінні[en] (англ. Kathleen Sky) (1943 — 20..)